# Iwan Lichaczow (admirał)
Iwan Fiodorowicz Lichaczow (Иван Фёдорович Лихачёв, ur. 31 marca?/12 kwietnia 1826, zm. 15 listopada?/28 listopada 1907) – rosyjski wojskowy, wiceadmirał, uczestnik wojny krymskiej, dowódca pierwszej rosyjskiej eskadry pancerników na Morzu Bałtyckim, współtwórca rosyjskiej obecności na Dalekim Wschodzie, dyplomata, uczony, poliglota. Starszy brat Andrieja, archeologa.

## Życiorys
Urodził się w miejscowości Polanki w guberni kazańskiej, w starej rodzinie szlacheckiej. Po okresie edukacji domowej, mając 13 lat wstąpił do Morskiego Korpusu Kadetów w Petersburgu. W 1842 roku otrzymał promocję do stopnia gardemaryna, rok później do stopnia miczmana. W 1844 roku otrzymał przydział do Floty Czarnomorskiej, gdzie służył pod komendą admirałów Nachimowa i Korniłowa. W tym okresie nauczył się języka tureckiego. Pod koniec 1849 roku został przeniesiony do Floty Bałtyckiej, służył między innymi na brygu „Diomid”, prowadzącym prace hydrograficzne.
Jesienią 1850 roku został starszym oficerem korwety „Oliwuca”, która wypłynęła z Kronsztadu na Daleki Wschód i do rosyjskich posiadłości w Ameryce Północnej. Jednym z jego zadań było dokonywanie pomiarów hydrograficznych i rozpoznawanie dogodnych kotwicowisk. Przez Atlantyk, Rio de Janeiro i wokół przylądka Horn wypłynęli na Pacyfik, a pod koniec czerwca 1851 roku dotarli do brzegów Kamczatki. Następnie korweta odbyła kilka rejsów zaopatrzeniowych z Pietropawłowska i Ajana do miejsca zimowania ekspedycji amurskiej, kierowanej przez Giennadija Niewielskiego. Pod koniec września utonął w wypadku dotychczasowy dowódca „Oliwucy”, kapitan I. Suszczew, a od października jego miejsce zajął Lichaczow, który poprowadził swój okręt na zimowanie do Nowoarchangielska. Od kwietnia do sierpnia 1852 roku ponownie prowadził dostawy zaopatrzenia i ludzi dla ekspedycji amurskiej, a po kolejnym zimowaniu na Dalekim Wschodzie, w marcu 1853 roku zdał dowodzenie Nikołajowi Nazimowowi i drogą lądową, przez Syberię, powrócił do Petersburga.
Przez pewien czas pracował jako redaktor pisma „Morskoj sbornik”, a po wybuchu wojny krymskiej został mianowany oficerem flagowym szefa sztabu Floty Czarnomorskiej, admirała Władymira Korniłowa. Na pokładzie fregaty parowej „Biessarabija” uczestniczył w starciu morskim 6 maja?/18 maja 1854 roku z okrętami angielskimi i francuskimi, następnie w lądowych działaniach w obronie Sewastopola. W sierpniu 1855 roku odniósł poważną ranę głowy. Po zakończeniu wojny został oddelegowany do Petersburga, gdzie powierzono mu zadanie zorganizowania jak najszybszego rejsu trzech korwet śrubowych z Bałtyku na Morze Czarne. Po jego pomyślnym zakończeniu powrócił do Petersburga, gdzie 10 marca?/22 marca 1858 roku został adiutantem wielkiego księcia Konstantego Mikołajewicza i wziął aktywny udział w pracach nad reformą i reorganizacją rosyjskiej floty. Wskazywał między innymi konieczność stałej obecności zespołu okrętów na Dalekim Wschodzie.
W styczniu 1860 roku cesarz Aleksander II podjął decyzję o wysłaniu Lichaczowa do Chin, gdzie miał stworzyć i objąć dowodzenie eskadrą okrętów. Przez Marsylię i Szanghaj dotarł do Hakodate na Hokkaido, gdzie zastał dwie rosyjskie jednostki. Na jednej z nich wypłynął do zatoki Possieta, którą zajął w imieniu Imperium Rosyjskiego, pozostawiając tam zbrojny posterunek. Następnie odpłynął do zatoki Pohaj, gdzie rozpoczęło się formowanie dalekowschodniej eskadry. Przyczynił się również do założenia przystani we Władywostoku. Jego działania, przekraczające czasem nadane mu uprawnienia, przyczyniły się walnie do powodzenia rozmów dyplomatycznych hrabiego Nikołaja Ignatjewa w Pekinie i podpisania w listopadzie 1860 roku traktatu, oddającego Rosji kontrolę nad terytoriami położonymi nad Ussuri i Amurem. Za zasługi dla umocnienia rosyjskiej obecności na Dalekim Wschodzie Lichaczow został w wieku 35 lat awansowany do stopnia kontradmirała.
Lichaczow wystąpił również z propozycją zajęcia dla Rosji Cuszimy, ale koncepcja ta została odrzucona przez kręgi rządowe w Petersburgu, po części na skutek interwencji dyplomatycznej państw zachodnich. W związku z tym poprosił o zwolnienie ze służby wojskowej, formalnie motywując to złym stanem zdrowia. Do 1863 roku podróżował za granicą, następnie powrócił do służby, jako dowódca pierwszej rosyjskiej eskadry pancerników, operującej na Bałtyku. Przez kolejne trzy lata zajmował się opracowaniem podstaw taktyki nowej broni, sposobów sygnalizacji oraz podstaw szkolenia załóg. Od 1867 roku, po przekazaniu eskadry admirałowi Butakowowi, pełnił funkcje attaché morskiego w Londynie i Paryżu. W 1874 roku został awansowany do stopnia wiceadmirała.
W stan spoczynku przeszedł w 1883 roku, po czym wyjechał do Paryża. Zajmował się między innymi przekładem na język rosyjski prac dotyczących teorii wojny morskiej i budownictwa okrętowego, publikował artykuły, w których przedstawiał swój pogląd na istotne sprawy dotyczące rozwoju rosyjskiej floty, prowadził szeroko zakrojoną korespondencję. Był członkiem różnych towarzystw naukowych, pełnił funkcję arbitra morskiego. Oddawał się również kolekcjonerstwu i nauce języków. Oprócz nowożytnych języków zachodnich władał greką i łaciną, a także czeskim i polskim. Był bibliofilem. Ciężko przeżył klęskę rosyjską w bitwie cuszimskiej. Zmarł 15 listopada?/28 listopada 1907 roku w Paryżu, zapisując swój bogaty księgozbiór i kolekcję archeologiczną miastu Kazań. Jego prochy zostały sprowadzone do Rosji i pochowane w Swijażsku.
Był odznaczony między innymi Orderem św. Aleksandra Newskiego, Orderem Orła Białego, Orderem św. Włodzimierza II klasy, Orderem św. Anny I klasy z mieczami, Orderem św. Stanisława I klasy oraz orderami zagranicznymi. Jego imię nosi kilka obiektów geograficznych w azjatyckiej części Oceanu Spokojnego.